# Yvonne Barr
Yvonne M. Barr, po mężu Balding (ur. 11 marca 1932, zm. 13 lutego 2016 w Melbourne) – brytyjska wirusolożka, współodkrywczyni wirusa Epsteina-Barr.

## Kariera
W 1964 r. pracowała jako asystentka i doktorantka Michaela Epsteina w Middlesex Hospital, z którym odkryła wirusa Epsteina-Barr. W 1966 r. uzyskała doktorat na University of London. 

## Życie prywatne
Po uzyskaniu doktoratu poślubiła Stuarta Baldinga i przeniosła się do Australii.

## Publikacje
- Epstein M.A., Achong B.G. & Barr Y.M., Virus particles in cultured lympho-blasts from Burkitt's lymphoma, The Lancet 1:702-3, 1964